# Zico
Zico (Arthur Antunes Coimbra), brazilski nogometaš in trener, * 3. marec 1953, Rio de Janeiro, Brazilija.
Za brazilsko reprezentanco je odigral 71 uradnih tekem in dosegel 48 golov.